# Rava on the Dance Floor
Rava on the Dance Floor è un album dal vivo del musicista jazz italiano Enrico Rava, pubblicato nel 2012.

## Il disco
Il disco è stato registrato in due diverse occasioni a Roma con il gruppo Parco della Musica Jazz Lab. Si tratta di un album tributo a Michael Jackson. Tutti gli arrangiamenti sono stati scritti da Mauro Ottolini.

## Tracce
1. Speechless - 6:37
2. They Don't Care About Us (Michael Jackson) - 7:54
3. Thriller (Rod Temperton) - 6:17
4. Privacy (Bernard Belle, LaShawn Daniels, Michael Jackson, Fred Jerkins III, Rodney Jerkins) - 5:43
5. Smile (Charlie Chaplin) - 3:29
6. I Just Can't Stop Loving You/Smooth Criminal (Michael Jackson) - 9:13
7. Little Susie (Michael Jackson) - 3:53
8. Blood on the Dance Floor (Michael Jackson, Teddy Riley) - 5:05
9. History (James Harris III, Michael Jackson, Terry Lewis) - 8:08

## Formazione
- Enrico Rava - tromba
- Andrea Tofanelli - tromba, flicorno
- Claudio Corvini - tromba, flicorno
- Mauro Ottolini - trombone, tuba, arrangiamenti.
- Daniele Tittarelli - sassofono alto, flauto
- Dan Kinzelman - sassofono tenore, clarinetto
- Franz Bazzani - tastiera
- Giovanni Guidi - piano, Fender Rhodes, toy piano
- Dario Deidda - basso
- Marcello Giannini - chitarra elettrica
- Zeno de Rossi - batteria
- Ernesto Lopez Maturell - percussioni